# 폭렬헌터
폭렬헌터(일본어: 爆れつハンター 바쿠레츠 한타[*])는 선라이즈에서 제작한 TV 애니메이션 시리즈이다. 1995년 10월 3일부터 1996년 3월 26일까지 TV 도쿄에서 총 26화로 방영되었다.
대한민국에서는 1998년 8월 17일부터 1999년 1월 6일까지 《마법사 헌터》라는 제목으로 MBC에서 방영되었다.

## 등장인물

### 주요 등장인물
캐롯 글라세
성우 - 후루모토 신노스케/김일, 강수진
본 애니메이션의 주인공이자 17세 소년. 마법도 못쓰며 허리에 장검을 차고있기는 하나 검술도 못한다. 마법을 흡수하는 아란쥬와 조안트로피의 능력을 지니고 있으며 소서러의 천적과 같은 존재이다.
마론 글라세
성우 - 마도노 미츠아키/안지환, 김민석
캐롯의 동생. 부적을 이용하는 동방 마법의 달인으로 높은 전투 능력을 지니고있다.
가토 모카
성우 - 야나다 키요유키/신성호, 김일
본 애니메이션에서 유일한 육체파로 항상 근육 자랑을 하는 마초남.
티라 미스
성우 - 하야시바라 메구미/김아영, 손정아
캐롯의 친구로 수줍음이 많은 소녀. 회복마법 계통의 정령술이 특기이다.
쇼콜라 미스
성우 - 미즈타니 유코/이선주, 이재경
티라의 언니로 역시 캐롯의 친구. 활달한 성격의 미소녀이지만 캐롯은 쇼콜라를 두려워하고 있다. 파괴신을 봉인하는 사성신 중 성귀 쿠린의 환생이다.
빅 맘
성우 - 시마모토 스미/이현진
스텔라 교회의 성모로 항상 캐롯에게 임무를 낼때 나타난다.
도터
성우 - 타마가와 사키코/우정신, 양정화
빅맘의 뜻을 전달하는 대리자. 사라져가는 날개를 지닌 종족의 후예로 어렸을 때 스텔라 교회에 거둬졌다.

### 하즈 나이츠
밀피 유
성우 - 히라타 야스유키
빅맘 직속의 기사단인 하즈 나이츠의 기사단장.

### 적군
자하 토르테
성우 - 긴가 반죠/김관철, 최준영
하즈 나이츠의 수장이었던 남자로 가장 신에 가까운 남자.

## 주제가
- 오프닝: What up guys?
- 엔딩: Mask